# Gemaal Zedemuden
Het Gemaal Zedemuden is een gemaal bij Zwartsluis en is het op een na grootste gemaal van Nederland. Alleen het Gemaal IJmuiden heeft een grotere capaciteit.

## Geschiedenis
Reeds in 1779 werd er geklaagd over te veel waterafvoer via het Meppelerdiep. In 1898 was er een plan om een stoomgemaal te bouwen, maar dit stuitte op groot verzet van Staphorster boeren die weigerden mee te betalen. De overlast voor de aan het Meppelerdiep grenzende plaatsen bleef en in 1960 zette hoog water een deel van Meppel onder water. Rijkswaterstaat besloot daarom tot de aanleg van een elektrisch gemaal.

## Beschrijving
Het Meppelerdiep is een kanaal tussen Meppel en Zwartsluis en speelt een belangrijke rol bij het waterbeheer in zowel Overijssel als Drenthe. Meestal staan de sluizen open en kan het water zonder belet het Zwarte Water instromen. Bij hoog water op het Zwarte Water wordt een keersluis bij Zwartsluis gesloten om te voorkomen dat het waterniveau op het Meppelerdiep te hoog wordt. In dit geval zorgt het gemaal Zedemuden dat het Meppelerdiep nog steeds kan afwateren naar het Zwarte Water. 
Op 13 mei 1974 is het Gemaal Zedemuden in gebruik genomen naast de Meppelerdiepsluis in Zwartsluis. Het gemaal zorgt bij extra neerslag in de provincies Drenthe en Overijssel voor waterafvoer via het Zwarte Water richting het IJsselmeer. Dit gebied heeft een oppervlakte van 92.000 hectare. Bij de bouw kreeg het drie horizontale schroefpompen van Stork elk met een capaciteit van 1350 m³ per minuut bij een opvoerhoogte van 1 meter.
In 1998 was er wederom sprake van grote wateroverlast in Meppel, daarom werd in 2010 de capaciteit vergroot. De drie pompen hebben een waaierdiameter van 3,6 meter en een totale pompcapaciteit van 124 m³ per seconde of 7440 m³ per minuut.
Op 31 mei 2018 nam het waterschap Drents Overijsselse Delta het gemaal over van Rijkswaterstaat.